# Tim Mack
Timothy "Tim" Mack, född 15 september 1972 i Cleveland, Ohio, är en amerikansk friidrottare (stavhoppare).
Macks största merit är OS-guldet vid OS i Athen 2004. Senare samma år vid IAAF:s världscupsavslutning i Monaco hoppade han 6,01 och kom med det in i sex-metersklubben som en av 12 hoppare (juli 2007) som klarat sex meter. Det amerikanska rekordet har emellertid Jeff Hartwig som klarat 6,03.